# Serrano (rapper)
Mihalkó Ádám, művésznevén Serrano vagy Disorder; Kazincbarcika, 1994. – ) magyar rapper. Első művészneve (Serrano) egy fiatalkori, budapesti bolti lopáshoz köthető eseményből származik. Zenéjét és szövegvilágát a sajtó gyakran „szociohorrorisztikusnak” nevezi, melyben kendőzetlenül beszél a magyarországi mélyszegénységről, családon belüli erőszakról, kábítószer-használatról, mentális problémákról és személyes traumáiról. Ismertségét a 2014-es Ki Mit Tube online tehetségkutatón való szereplése, valamint a 444.hu hírportálon megjelent, róla készült kétrészes, nagy visszhangot kiváltó anyag hozta meg. Élettörténete pedig a Larry című, 2022-es magyar filmdrámát ihlette.

## Pályafutása
Mihalkó Ádám zenei pályafutása 2014-ben indult, amikor közreműködött Sixfeet Hangoskönyv című albumán, a "Madarak Jönnek" című dalban.
Első és legmeghatározóbb önálló albuma, a Féreg 2016-ban jelent meg, teljes egészében Sixfeet produceri munkájával. Serrano egy korábbi interjúban elmondta, hogy a lemez 'elég régóta készül[t]', és a felvételek – melyek Sarkadon zajlottak, miközben ő maga hajléktalan volt és gyakran vonattal utazott – a nehéz életkörülményei és személyes problémái miatt elhúzódtak és nehézségekbe ütköztek. Ezt követően 2017-ben kiadta a Genny című kislemezét, melyről a 444.hu is beszámolt.
Szélesebb körű figyelmet kapott, amikor a 444.hu Rapháború című sorozatában tűnt fel, ahol a Wanted Razo és Paja oldalán vett részt a Mr. Busta körüli konfliktusokban; ő rögzítette a később hírhedtté vált „Westendes” összetűzést.
2014-ben, huszonegy évesen jelentkezett a Ki Mit Tube online tehetségkutatóba, azzal a céllal, hogy nagyobb figyelmet kapjon. A Legszegényebb régió és a Vakremény című dalaival országos médiafigyelmet keltett. A Legszegényebb régió klipjét nehéz körülmények között, többszöri nekifutásra, részben saját, részben helyi dokumentumfilmekből származó vágóképekkel készítette el, miközben időszakosan hajléktalan volt. Többek között Puzsér Róbert is foglalkozott munkásságával, és a 444.hu is több anyagot közölt róla.
A 444.hu kétrészes dokumentumfilmet készített az életéről és munkásságáról: az első rész címe Serrano: Zavar, hogy betépek, faszszopó?! Ezért élsz még! - I. rész, a másodiké pedig Serrano II. rész - Ennyi szar után te nem lennél ellenséges?. A filmek készítője, Ács Dániel, ezért az alkotásért Hégető Honorka díjat kapott.
Serrano élettörténete és munkássága szolgált alapul a Bernáth Szilárd által rendezett, 2022-ben bemutatott Larry című, többszörösen díjnyertes magyar mozifilmhez. Bernáth Szilárd egy interjúban elmondta, hogy eredetileg Serrano munkásságát szerette volna filmes formába önteni, miután a rapper a Ki Mit Tube tehetségkutatóban és a 444.hu róla készült portréfilmjében nagy hatást tett rá. Az interjú szerint Serrano később „eltűnt Magyarországról, és teljesen kikerült a horizontról”, így a film alapötlete a rendező személyes témáival (apa-fiú trauma, alkotási vágy) egészült ki. A filmben felhasználták Serrano egyes szövegrészleteit, és a Puzsér Róbert által a valóságban Serranónak címzett kritika is elhangzik a filmben, a főszereplő nevére átírva. A filmbeli központi dal szövegének megírásában – Závada Péter és Vilmányi Benett mellett – Serrano sorainak átdolgozásával maga a rapper is részt vett. Akárcsak a filmbeli főhős, Serrano is Borsod-Abaúj-Zemplén megyéből indult, és mindennapjairól írta dalszövegeit, köztük a "Legszegényebb régió" és a "Vakremény" című dalokat. Fontos különbség azonban, hogy Serrano a valóságban sosem dadogott. Bernáth Szilárd 2022 decemberi nyilatkozata óta Serrano aktuális tartózkodási helyéről nincs nyilvános információ.
Annak ellenére, hogy jelentős médiafigyelmet kapott és munkássága egy sikeres film alapjául szolgált, Serrano hivatalos zenei díjat vagy jelölést tudomásunk szerint eddig nem kapott. Nagyobb, önálló koncertjei, fesztiválfellépései sem ismertek széles körben; a róla készült második 444.hu-s dokumentumfilmben maga is úgy nyilatkozott, hogy nem tartja zenéjét kimondottan fellépésekre valónak.

## Zenei stílusa és témái
Serrano zenéjét a nyers, szókimondó szövegek és a gyakran komor hangulatú alapok jellemzik. A kritikusok és a média által „szociohorrorisztikusnak” leírt stílusában a magyar társadalom perifériáján élők problémáit, a kilátástalanságot, a hajléktalanságot, a családon belüli erőszakot, a kábítószer-használatot és a mentális betegségeket (többek között a disszociatív személyiségzavart és a bipoláris zavart is említi dalaiban) dolgozza fel. Dalaiban gyakran önéletrajzi ihletésű elemekkel találkozhatunk, kendőzetlenül beszél saját nehéz gyerekkoráról és küzdelmeiről.

## Hatások
Serrano egy interjúban elmondta, hogy 2Pac volt az az előadó, aki miatt elkezdett rapzenét hallgatni. Kezdetben a keleti parti, mintaalapú hiphop állt hozzá közelebb, de később, elmondása szerint, zenei ízlése a nyugati parti rap felé tolódott. Meghatározó hatásként említette többek között a '80-as és '90-es évek előadóit, mint Mobb Deep, Outlawz, Mac Mall, Ray Luv, The D.O.C., Eazy-E, N.W.A, Grandmaster Caz és Marley Marl. Hazai előadók közül Doki Tha Hustla, KisDoki, Sixfeet, Shocker Rhymes, Funktasztikus, a C.T.P és a Wanted munkásságát emelte ki.

## Családi háttere, magánélete és művésznevének eredete
Mihalkó Ádám Kazincbarcikán született és nőtt fel nehéz körülmények között. Édesapja ácsként dolgozott, mellette hobbizenész volt, később rokkantnyugdíjas lett. Édesanyja segélyből és közmunkából élt. Szülei hároméves korában elváltak. Kilencéves koráig édesanyjával és nevelőapjával élt, ahol elmondása szerint rendszeres fizikai és lelki bántalmazás érte.
Később apjához került, de a problémás környezet és a feldolgozatlan traumák miatt az utcára szokott, kapcsolata megromlott édesapjával. Középiskolás évei alatt elmondása szerint „fegyverrel mentem be [az iskolába], hogy eladjam”, ezen kívül belekeveredett betörésekbe, lopásokba. Már 7-8 éves korában látott először kábítószert, 14 évesen próbálta ki a marihuánát, majd annak elérhetőségének hiányában dizájnerdrogokat kezdett használni.
Egy időre Budapestre költözött, ahol a Wanted tagjával, Razoval "csinált pénzt", és elmondása szerint csapatba verődve bolti lopásokból éltek. Első művészneve (Serrano) is ehhez az időszakhoz kötődik: egy bolti lopás során elkapták, és a táskájában „huszonvalahány ezer” forint értékben Serrano sonkák voltak, ami után ez a név afféle gúnynévként ragadt rá. Később a stressz miatt otthagyta ezt az életmódot.
Három évig járt pszichiátriára. Egy későbbi alkalommal, egy drogfogyasztást követően – saját szavaival „elvágódtam” – kórházba került, ahonnan ismét pszichiátriára akarták vinni. Ezt követően egy barátjának édesanyjánál lakott, ahonnan a kazincbarcikai Don Bosco Szakgimnáziumba járt, ahol tanári segítséggel sikerült változtatnia az életén és letennie az érettségit. Egykori magyartanára az intézményből, Vajayné Ruskó Edit egy, a Partizán YouTube-csatornán megjelent interjúban kiemelte, hogy Mihalkó Ádám készségei nem voltak átlagosak. Elmondása szerint érettségi dolgozatában egy olyan összehasonlító verselemzést írt, amely tartalmilag kiemelkedő volt, azonban az obszcén kifejezések gyakori használata miatt az ötös érdemjegy helyett négyest kellett rá adnia.

## Diszkográfia

### Stúdióalbumok
- Féreg (2016, Underground Railroad)[7]

### Kislemezek
- Genny (2017)[9]

### Közreműködések
- Sixfeet - Hangoskönyv (2014) (dal: "Madarak Jönnek")[6]

## Díjak és jelölések
- Ezidáig nem kapott hivatalos díjat vagy jelölést.